# Estudios de software
Los estudios de software son un campo de investigación interdisciplinario emergente, que estudia los sistemas de software y sus efectos sociales y culturales. 

## Visión general
La implementación y el uso de software se han estudiado en campos recientes como la cibercultura, los estudios de Internet, los estudios de nuevos medios y la cultura digital, pero antes de los estudios de software, el software rara vez se abordaba como un objeto de estudio distinto. 
Los estudios de software son un campo interdisciplinario. Para estudiar el software como un artefacto, se basa en los métodos y la teoría de las humanidades digitales y de las perspectivas computacionales en el software. Metodológicamente, los estudios de software suelen diferir de los enfoques de la informática y la ingeniería de software, que se ocupan principalmente del software en teoría de la información y en la aplicación práctica; sin embargo, todos estos campos comparten un énfasis en la alfabetización informática, particularmente en las áreas de programación y código fuente. Este énfasis en el análisis de las fuentes y los procesos de software (en lugar de las interfaces) a menudo distingue los estudios de software de los nuevos estudios de medios, que generalmente se restringen a discusiones de interfaces y efectos observables.

## Historia
Los orígenes conceptuales de los estudios de software incluyen el enfoque de Marshall McLuhan en el papel de los medios en sí mismos, en lugar de sólo su contenido, en la configuración de la cultura contemporánea. Las primeras referencias al estudio del software como práctica cultural aparecen en el ensayo de Friedrich Kittler, Es gibt keine Software, El lenguaje de los nuevos medios de Lev Manovich, y Behind the Blip: Essays on the culture of software de Matthew Fuller. Gran parte del ímpetu para el desarrollo de estudios de software se debe a los estudios de videojuegos, en particular los estudios de plataformas, el estudio de videojuegos y otros artefactos de software en sus contextos de hardware y software. El nuevo arte de los medios, el arte del software, los gráficos en movimiento y el diseño asistido por computadora también son prácticas culturales significativas basadas en software, como lo es la creación de nuevos protocolos y plataformas. 
Las primeras conferencias en el campo fueron Software Studies Workshop 2006 y SoftWhere 2008.
En 2008, MIT Press lanzó una serie de libros de Software Studies  con un volumen editado de ensayos ("Software Studies: a Lexicon" de Matthew Fuller), y se lanzó el primer programa académico ( Lev Manovich, Benjamin H. "Iniciativa de estudios de software" de Bratton y Noah Wardrip-Fruin en la Universidad de California en San Diego).
En 2011, varios investigadores, principalmente británicos, establecieron Computational Culture, una revista de acceso abierto revisada por pares. La revista proporciona una plataforma para la "investigación interdisciplinaria sobre la naturaleza de la cultura de los objetos, prácticas, procesos y estructuras computacionales".

## Campos relacionados
Los estudios de software están estrechamente relacionados con otros campos emergentes en las humanidades digitales que exploran los componentes funcionales de la tecnología desde una perspectiva social y cultural. El enfoque de los estudios de software está en el nivel de todo el programa, específicamente la relación entre la interfaz y el código. En particular, están relacionados los estudios de códigos críticos, que están más en sintonía con el código que con el programa y los estudios de plataforma, que investigan las relaciones entre el hardware y el software.